# إثبات أن 22/7 أكبر من π

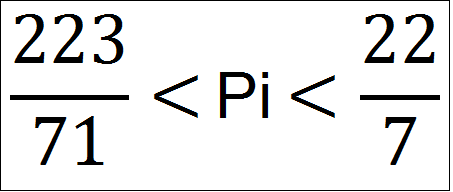
التأطير الذي وضعه أرخميدس للعدد باي

غالبًا ما يستخدم الكسر 22/7 أو 3+1/7 قيمةً تقريبيةً للعدد باي، وقد كان أرخميدس أول من فطن إلى جعله قيمةً مقربةً له حوالي سنة 250 ق.م. لكن الكسر بذاته يعطي قيمة أكبر من قيمة العدد باي، حيث أنه عند قسمة الكسر نجد أنه يتطابق مع العدد باي حتى 3 رتب فقط (3.14) و بعدها تتجاوز قيمته قيمة العدد باي بنسبة حوالي 0.04%.

## البرهان على أن 22/7 أكبر من π
نعتبر التكامل: {\displaystyle \int _{0}^{1}{\frac {x^{4}(1-x)^{4}}{1+x^{2}}}\,dx}

بما أن الدالة داخل التكامل قيمها موجبة بين 0 و 1، فالتكامل أكبر قطعا من 0.
قيمة هذا التكامل هي كالتالي:

{\displaystyle {\begin{aligned}0&<\int _{0}^{1}{\frac {x^{4}(1-x)^{4}}{1+x^{2}}}\,dx\\[8pt]&=\int _{0}^{1}{\frac {x^{4}-4x^{5}+6x^{6}-4x^{7}+x^{8}}{1+x^{2}}}\,dx\quad {\text{(expansion of terms in the numerator)}}\\[8pt]&=\int _{0}^{1}\left(x^{6}-4x^{5}+5x^{4}-4x^{2}+4-{\frac {4}{1+x^{2}}}\right)\,dx\\&{}\qquad {\text{(polynomial long division)}}\\[8pt]&=\left.\left({\frac {x^{7}}{7}}-{\frac {2x^{6}}{3}}+x^{5}-{\frac {4x^{3}}{3}}+4x-4\arctan {x}\right)\,\right|_{0}^{1}\quad {\text{(definite integration)}}\\[6pt]&={\frac {1}{7}}-{\frac {2}{3}}+1-{\frac {4}{3}}+4-\pi \quad ({\text{since }}\arctan(1)=\pi /4{\text{ and }}\arctan(0)=0)\\[8pt]&={\frac {22}{7}}-\pi >0.\quad {\text{(addition)}}\end{aligned}}}